# 拉芬斯堡
拉芬斯堡（德語：Ravensburg，發音：[ˈʁaːvn̩sˌbʊʁk] ⓘ 或 [ˈʁaːfn̩sˌbʊʁk]）是德国巴登-符腾堡州蒂宾根行政区拉芬斯堡县的城市，也是拉芬斯堡县的县治，面积92.05平方千米，2023年12月31日人口为51,788人。

## 地理
拉芬斯堡位于博登湖的腓特烈港（Friedrichshafen）东北部约17公里，位于西侧的林茨高（Linzgau）和东北的阿尔特多夫森林（Altdorfer Wald）之间。舒森河（博登湖或莱茵河支流）流经城市。
魏茨堡（Veitsburg）位于老城区上方，位于东部与舒森河谷盆地接壤的山脊上。这个盆地，不是由相对较小的舒森河形成的，而是由冰河时期的冰川形成的。从阿尔卑斯山向北延伸到后来的博登湖深处，在拉芬斯堡收缩，在魏恩加滕以北再次扩张，直到它进入狭窄的舒森沟壑。在城堡山东北部，弗拉帕赫河谷的深峡突破了山脊。弗拉帕赫河谷提供了一个相当温和的上升朝向阿尔高。因此，很早就在那里往东南有一条重要的远程贸易路线，途径阿尔高地区旺根。
拉芬斯堡市在魏茨堡下半个高度的斜坡上形成。弗拉帕赫河作为城市通道，部分穿过城市，部分穿过北部的城市墓穴。在城墙外，弗拉帕赫河谷是磨坊郊区，在城市下方，在弗拉帕赫河注入舒森河的出口，普凡嫩施蒂尔是镀金和染料区。在城市对面的舒森河谷西坡上，在中世纪，有一个名为加尔根哈尔德的刑场，在它的北面是森纳巴德。上方是在20世纪中叶新造的建筑区——“西城”。
与此同时，这座城市向北和向南发展，因此在舒森河谷的东侧，今天有一个连续的定居点拜恩特，在北部通过拜恩富特和魏恩加滕，在南部形成了埃沙赫。

### 气候
由于拉芬斯堡位于延伸到博登湖的山谷中，当地的气候在很大程度上由博登湖决定。大约500平方公里的湖泊在大多数年份都会对区域中气候产生强烈的平衡作用，形成季节性的调温。因此这里的冬季冻土比周边地区要弱得多；另一方面，当湖泊在特别寒冷的冬天（如1963年）冻结时，冬季也会持续更长时间。温度变暖的一个副作用是寒冷季节经常出现的土壤雾，是由湖中上升的湿暖空气与较冷的环境空气相撞时形成的。
像整个前阿尔卑斯山一样，拉芬斯堡也有焚风现象，它将地中海地区的温暖空气带到阿尔卑斯山上。然后落入莱茵河谷，并经由博登湖抵达拉芬斯堡。有时焚风会达到飓风般的速度。
几个世纪以来，特殊的气候条件和合适的海报高度（450-500米）有利于葡萄种植。但从18世纪末期到19世纪上半叶（包括了1816年坦博拉火山爆发导致的无夏之年）的气候变化导致衰弱。最后一个私人经营的葡萄园在1960年左右被放弃。不过20世纪70年代末以来，该市再次在劳恩内格山坡上经营葡萄园。

## 历史

### 名称来源
该镇名称的词源不确定，但毫无疑问，城市的名字来自城市上方的城堡，今天称为魏茨堡。一种关于城堡名称起源的普遍理论认为，城堡名称的第一部分来自Rabe或最初创建城堡的Raban。另一方面，以前的拉丁文拼写Ravenspvrg可以被解释为Rauenburg，也许指代的是城堡附近的粗糙斜坡。

### 早期历史
该地的最早定居点是在新石器时代，即公元前2000年左右。然后在罗马统治下和阿勒曼尼人入侵之后，如舒森河谷和魏茨堡山的考古发现所证明。拉芬斯堡最初于1088年被提及，直到1803年才成为帝国城市。根据现有资料，今天城市的核心是位于弗拉帕赫河和舒森河谷之间的山脊上强大的韦尔夫家族堡垒下的布尔格萨森定居点。
韦尔夫家族的第一座城堡位于阿尔特多夫-魏恩加滕，1050年他们建造了一座新的，更大的城堡“Ravensburg”（今天的维茨堡是奉献给圣维特的城堡教堂）。挖掘证据表明，这座城堡的位置早在凯尔特人时代就被规划为避难所，并且与其余的山脊隔开，然而，在罗马时代和之后,这座韦尔夫，后来是霍亨斯陶芬家族的住所占据了考古发现围绕高原的西北部后部。前面可能是固定场所，1315年，美男子腓特烈和他的妻子阿拉贡的伊丽莎白结婚。
拉芬斯堡最后一位韦尔夫统治者是斯波莱托公爵韦尔夫六世。在他儿子去世后，他与拉芬斯堡和阿尔特多夫签订了继承协议，将舒森高传给了他的侄子腓特烈一世，他的其他侄子非常失望。狮子亨利，巴伐利亚和萨克森公爵（1129/1130年或1133/1135年可能出生在拉芬斯堡）。从那时起，拉芬斯堡一直是霍亨斯陶芬家族的财产。据说最后一名家族成员康拉丁从这里出发开启了致命的意大利征途。

### 帝国自由城市
随着霍亨斯陶芬家族的灭亡，士瓦本公国作为一个政治实体也结束了。与施瓦本的许多其他城市一样，拉芬斯堡进行自治，城堡成为帝国的财产。1276年，哈布斯堡国王鲁道夫一世确认了拉芬斯堡的帝国城市特权。市场法是发展的重要支柱。
为了监督城堡的活动，帝国城市在最高处建造了50多米高的圣米迦勒塔。以当时仍在那里的米迦勒教堂命名，这是该市最古老的教堂。在民间这座塔很快被称为Mehlsack（面粉口袋），作为官方名称的揶揄表达，同时也体现出塔的白色立面。这座塔有时也储存面粉，不过更可能是一种传说。在今天，“Mehlsack”是城堡唯一的圆塔的官方名称。
通过战略远见，拉芬斯堡防止了近距离竞争：因此，城市与魏恩加滕修道院合作，成功地进行了互利贸易，阻止邻近的阿尔特多夫市镇成为帝国城市。

### 大拉芬斯堡贸易公司
在中世纪晚期，拉芬斯堡是当时德国领先的大拉芬斯堡贸易公司的所在地。它在整个欧洲都有分支机构（甚至在富格尔家族之前）。
经济发展迅速，尤其是在14世纪，城市面积不断扩大。其中最引人注目的是将所谓的郊区纳入城市防御和拆除两个城区之间的旧城墙（1330年至1370年）。在旧的倾倒的城市墓地的表面上，形成了今天仍然塑造城市形象的广场，今天被称为玛丽亚广场，位于北部的女门和南部的胸塔（19世纪拆毁）之间。
1530年，大拉芬斯堡贸易公司破产。当时，领导家庭已经获得了土地和骑士爵位。不同的家族之间发生了冲突。尤其是奥格斯堡的商人推进了拉芬斯堡的路线，而哥伦布对美洲的探索对欧洲产生了深远的变化，出现了远洋贸易。最终，没有足够的股东愿意延长合同。
14世纪结束前，拉芬斯堡出现了一个重要的制纸业，其蓬勃发展的时期是在16世纪。在中世纪，拉芬斯堡被认为是阿尔卑斯山以北最大的纸张供应商，是德国仅次于纽伦堡的第二个造纸城市。直到19世纪，这给城市带来了巨大的经济影响力。早在1393年，拉芬斯堡人就可以通过水印完成第一次纸张生产。在繁荣时期，每年生产约9000张纸。衰落始于帝国城市时代的结束和归属符滕堡，当时旧的销售市场由于新的边界而消失。1833年关闭了六家造纸厂中的第一家，1876年最后一家关闭。

### 宗教改革

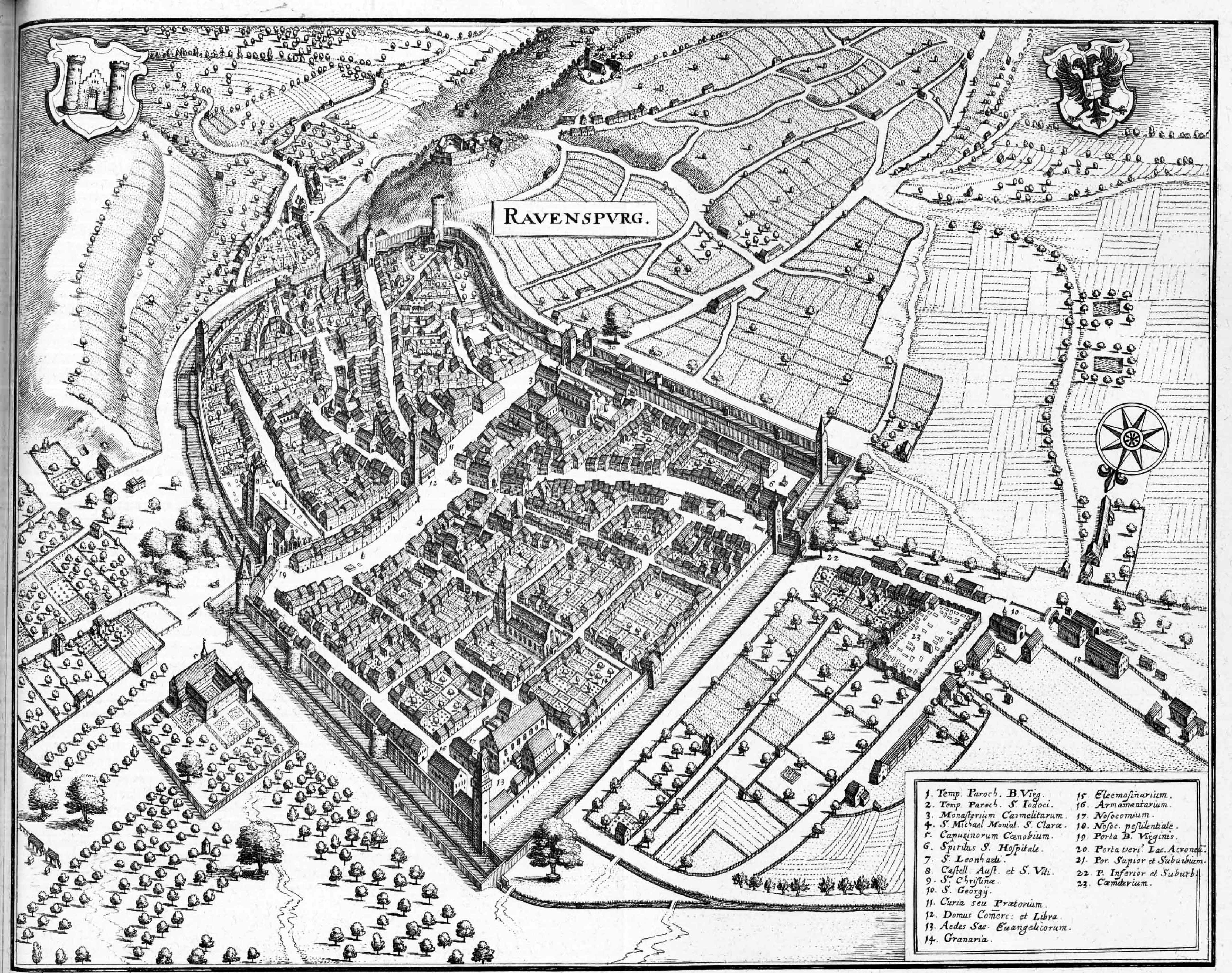
1647年的拉芬斯堡地图，由马特乌斯·梅里安制作

1544年，宗教改革开始。在这方面，马丁·路德和慈运理的追随者之间最初有很大的差异，但路德宗最终能够坚持下去。此外，还有卡斯帕·施温克菲尔德的追随者。然而，在1547年的施马尔卡尔登战争之后，一场反宗教改革运动兴起，并推动了大部分人口的重新天主教化。从数字上看，天主教徒再次占多数。
新旧教派的共存被称为平等，但直到1649年三十年战争后才正式确定。新教会收到了加尔梅利特教堂的长屋，后来被称为城市教堂。平等政府体系包括天主教徒和新教徒之间的平等和精确分配；1648年的威斯特伐利亚和约确认了四个所谓的平等帝国城市拉芬斯堡，奥格斯堡，里斯河畔比伯拉赫和丁克尔斯比尔，并持续到19世纪。
由于贸易路线迁移到奥格斯堡，这座已经被削弱的城市在三十年战争期间人口大幅下降。在接下来的几个世纪里，她很难恢复到顶峰水平。因此直到现代，没有进一步的城市扩张，城市形象一直保持到19世纪基本上没有变化。
三十年战争结束时，城市上方的城堡（现在也被称为魏茨堡，以区分拉芬斯堡市）也被瑞典军队拆除了。只剩下几座经济建筑。因此，施瓦本地方行政长官自1647年起居住在阿尔特多夫—魏恩加滕。

### 19世纪
1803年，帝国委员会规章取消了大多数帝国城市的帝国直辖采邑（采邑调解）和教会直接拥有土地（教会财产世俗化）。这两项措施都是为了补偿那些因拿破仑征服而失去莱茵河左岸领土的君主。
该市最初被并入巴伐利亚选侯国。随着周围的哈布斯堡领土落入符腾堡，帝国修道院魏恩加滕和魏瑟瑙又被分配给其他帝国公爵，拉芬斯堡成为了一块飞地，这对经济有重大影响。1810年，根据符滕堡与巴伐利亚的边界条约（1815年维也纳会议确认），拉芬斯堡归属符腾堡王国。此前，它已经收购了魏恩加滕的大片领土（包括今天的腓特烈港城堡）。这座城市是拉芬斯堡县的治所。

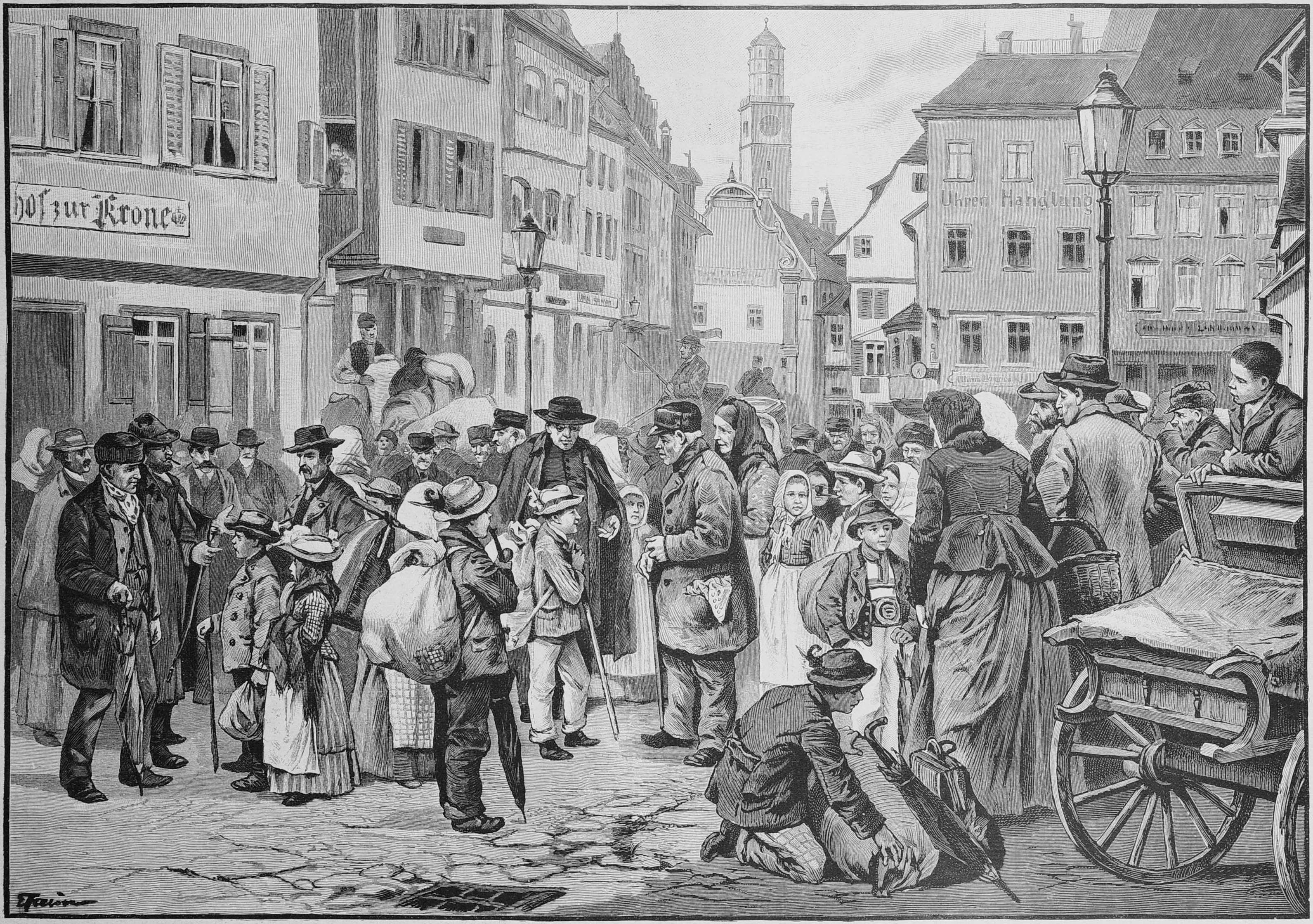
来自蒂罗尔的小屋孩童市场，1895年

拉芬斯堡从19世纪初到1955年左右，拥有一个“小屋孩童市场”，这些孩童来自蒂罗尔和瑞士的贫苦家庭（也称为施瓦本孩童）作为童工介绍中心。玛丽亚广场（Marienplatz）的鼓风塔上有一个纪念碑，在洪皮斯街区博物馆也有相关的永久展览。
随着归属尘埃落定，当地经济开始逐步复苏。工业发展主要依赖于水力发电的悠久传统。1402年，阿尔卑斯山以北的第一家造纸厂之一在拉芬斯堡成立。长期以来，水磨也被用于其他工业用途。
在此基础上，一个多元化的机械行业迅速发展。另一个支柱是纺织业。随着乌尔姆-腓特烈港铁路线的建设，从1847年起，与符腾堡州铁路网的连接大大促进了繁荣。
从19世纪中期以来，拉芬斯堡是上施瓦本地区最大和工业最发达的城市，也是该地区的政治中心。

### 20世纪

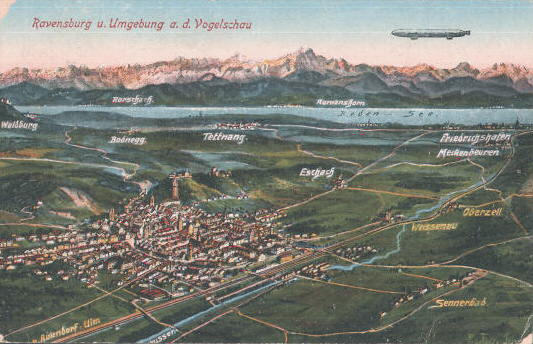
1921年拉芬斯堡的航拍图片

拉芬斯堡市于1939年与邻近的魏恩加滕合并（直到1946年）。
1938年，纳粹时期符腾堡州的行政改革使拉芬斯堡成为同名县的县治。
在纳粹时期，691名在魏瑟瑙精神病治疗中心的患者在格拉菲内克屠杀中心被谋杀。
居住在这座城市的辛提人关押在乌门温克尔的集中营中。1943年3月，34名拉芬斯堡辛提人被刑事警察和当地警察从拉芬斯堡经由斯图加特驱逐到奥斯威辛集中营。他们中的大多数人在那里或随后的集中营或死亡游行中被杀害，这是纳粹对辛提人和罗姆人的种族灭绝的一部分。此外，还有更多的拉芬斯堡辛提人在纳粹大屠杀中被杀害：一些人逃往奥地利并被驱逐出境；出生于拉芬斯堡的安东·科勒（Anton Köhler）与其他辛提儿童一起从穆尔芬根的圣约瑟夫护理中心被驱逐到奥斯威辛-比克瑙。
当时居住在拉芬斯堡的犹太人，如苏瑟（绍莎纳）和彼得（平哈斯）·埃尔朗格及其父母路德维希·埃尔朗格和法妮（旧姓赫尔曼），被迫逃离；她的外祖父约瑟夫·赫尔曼被杀害。
在第二次世界大战期间，拉芬斯堡几乎没有受到盟军空袭的影响，因此历史建筑物仍然完好无损。
1945年，这座城市归属法国占领区，1947年归属新成立的符腾堡-霍亨索伦，1952年归属巴登-符腾堡。
特别是从20世纪50年代开始，城市在各个方向上扩大了居住区；最大的城市是西城，目前人口最多的地区。在20世纪30年代，人口已经超过了20,000人，随着巴登-符腾堡州市政法规的生效，这座城市成为了第一批城市。1956年4月1日，法令宣布拉芬斯堡为大县城市。
在20世纪70年代，城市通过整合周边的一些村庄，特别是在南部和西部（今天的埃沙赫，施马莱格和塔尔多夫地区）继续扩张。
市中心通过许多装修措施获得了进一步的动力，例如建立洪皮斯区，作为一个活动和博物馆中心，既记录了丰富的城市发展，也是社交场所。

## 人口
拉芬斯堡的人口在20世纪70年代有显著的增长，到了2011年9月，拉芬斯堡的人口超过了5万人。2020年12月31日的统计人口是50,776人。

## 政治

### 市议会
最近一次市政选举在2024年6月举行，CDU在当地获得了最多的票数（34.0%），其次是绿党（28.3%）。

### 市长
拉芬斯堡的市长职位起源于13世纪，当时被称为Ammann，Ammann同时也担任当地法院的院长。同时也有一个理事会。1531年，该市由三个理事长形成议会。三十年战争结束后，有两个市长和四个秘密委员会，教派人数平等。1803年，巴伐利亚政府成立，1810年起，符腾堡政府成立。之后，形成一个市议会。1906年颁布的《市政法令》将“市长Stadtschultheiß”的称号改为“市长Oberbürgermeister”的称号。新市政法案废除了市长的终身任期，但允许连任。今天，市长任期为8年，他同时是市议会主席和市政府主席，同时设立了一名副市长。
目前的市长是丹尼尔·拉普（Daniel Rapp），于2010年上任。

### 徽章
拉芬斯堡没有自己的官方徽章，但非正式地使用以前独立的埃沙赫的徽章。
徽章描述：白底上有一座双塔蓝色城堡；在双塔之间有一个蓝色的盾牌，上面有一个银色的十字架。

### 旗帜
双色旗帜，上下分色，上部为深蓝色，下部为白色。

## 景点

### 老城区

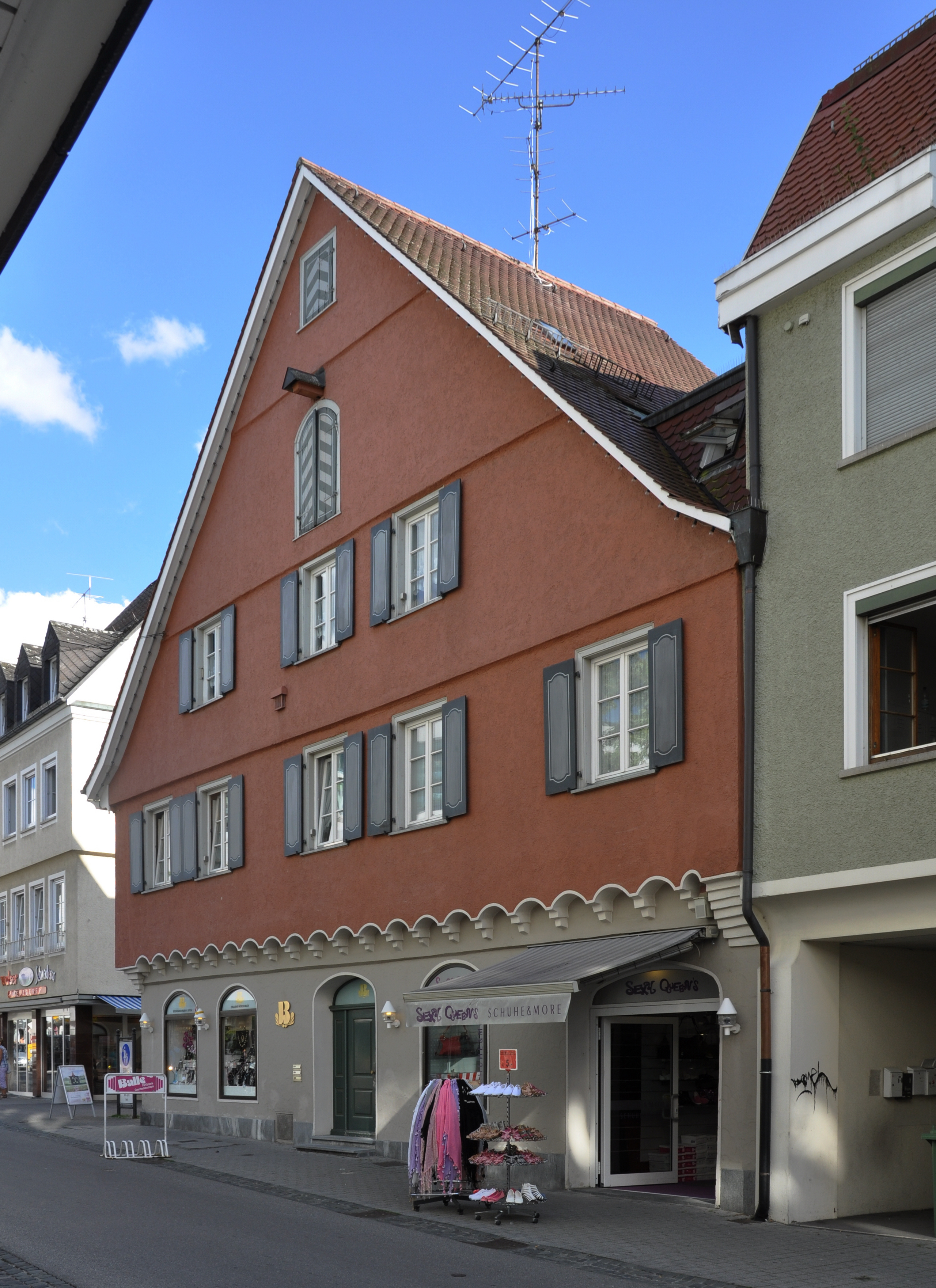
拉芬斯堡老城下城区阿德勒街的建筑

历史悠久的城市景观仍然存在，尽管19世纪的古城墙部分被拆除，用于建造火车站和建造工厂。在第二次世界大战期间，拉芬斯堡由于其缺少战略价值和军事价值，并且由于大规模的由瑞士领导的红十字会补给中心免受盟军空军的重大攻击。重修建筑一直受到限制，特别是在70年代。到80年代，老城区进行了重建，并关闭了过境交通。
从北部的绿塔到南部的希尔施格拉本街，长长的玛丽亚广场延伸到整个老城区，并将其分为两个不同的部分：
- 广场东部的上城区主要以大型贵族房屋为特征。
- 位于西部的下城区除了巴赫街外，基本上是几何形状的，并且以较小的工匠住宅为特征。

### 老城区以外

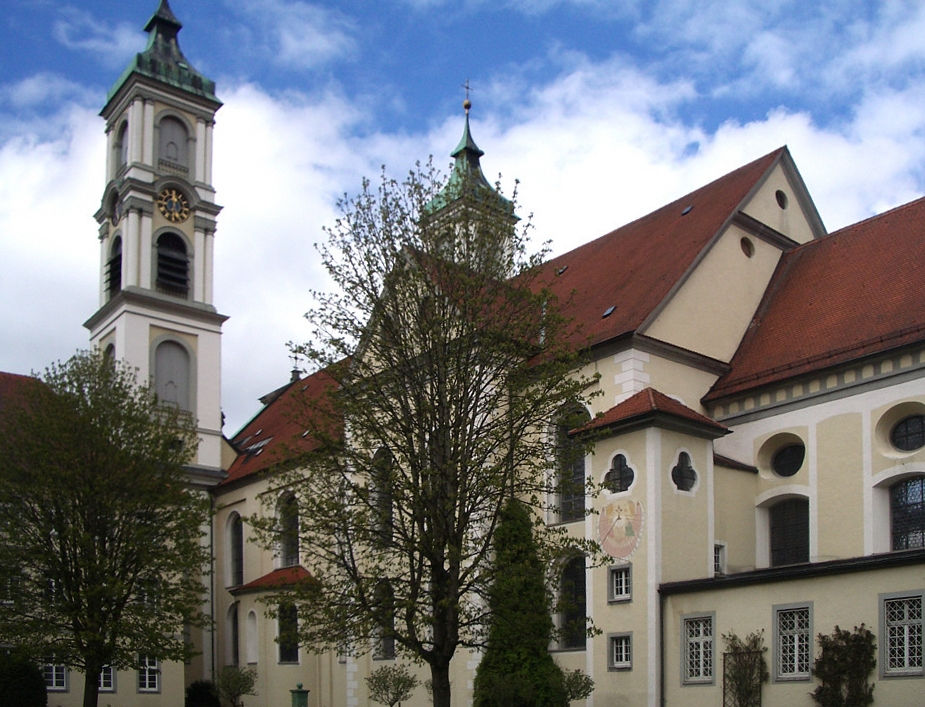
魏瑟瑙修道院教堂

- 魏茨堡，以前是城市上方名为拉芬斯堡的大城堡。大约1050年，它成为施瓦本韦尔夫家族的权力中心（以前位于魏恩加滕-阿尔特多夫）。在通过继承合同落入霍亨斯陶芬家族的腓特烈一世·巴巴罗萨手中，在斯陶芬家族家族断绝之后成为帝国的财产。后来的名字魏茨堡来自圣维特（Sankt Veit）城堡教堂，但在三十年战争期间，城堡基本上被摧毁。只剩下山墓的一部分，1751年由约翰·卡斯帕尔·巴格纳托（Johann Caspar Bagnato）委托改建为城堡。考古发现表明，周围的高原早在凯尔特时代就被用作避难所。

- Burghaldentorkel位于魏茨堡附近。它是上施瓦本地区最古老和保存最完好的葡萄酒压缩机（Torkel）。第一次提到它是在1368年。该技术文化纪念碑被巴登符腾堡州纪念基金会评为“2004年5月纪念碑”。

- 音乐厅位于女门以东，由维也纳Fellner & Helmer办公室于1896年至1897年建造，建筑师是费迪南·菲尔纳。

- 巴洛克风格的魏瑟瑙前修道院自埃沙赫合并以来一直位于城市定居区的南部边缘。

### 开放空间艺术
女士广场的十字架喷泉由17世纪的十字架组成。这些角色的原型出于保守原因在20世纪被复制品所取代。
1878年的战士纪念碑，约瑟夫·德雷塞尔（Josef Dressel）的日耳曼尼亚雕像（位于乔治大街的老墓地）和卡尔大街上的威廉二世皇帝胸像是19世纪纪念碑的例子。1888年，由于文化斗争，天主教徒没有参加加冕典礼，因此威廉皇帝纪念碑的建造引起了轰动。19世纪到20世纪的不少纪念碑被保存在拉芬斯堡公墓。
即使在20世纪60年代，规划中的雕塑也引起了教派之间的激烈讨论：作为和平柱的玛丽亚柱是根据战争誓言建立的。1962年在玛丽亚广场被福音派人口强烈拒绝。由艺术家玛丽亚·伊丽莎白·施塔普设计的9米高的柱子，其中有一个不寻常的现代描绘圣母玛丽亚的形象，然后在天主教堂附近的威廉街上建成。圣母教堂在教堂自己的土地上建造（并于2001年稍微移动到现在位于绅士大街的位置）。
出生于拉芬斯堡的雕塑家罗伯特·沙德（Robert Schad）的喷泉雕塑凯德（Caide）位于北方的玛丽亚广场（Marienplatz）。沙德本身将多部分雕塑描绘成“头部和腹部的人”。20世纪90年代初的布局伴随着激烈的争议，最初计划在市议会和革屋之间的布局被拒绝，也被批评为不合适。经过沙德的修改，雕塑在现在的位置建造。随后，居民批评了喷泉的噪音，因此不得不在盆地中安装额外的降噪金属网格。
西城门口（从梅尔斯堡方向进入西城的入口处）标志着奥特马·赫尔（Ottmar Hörl）于1997/1998年创作的蓝房子雕塑。
彼得·伦克（Peter Lenk）的拉芬斯堡孩童市场雕塑于2002年由私人安置在巴赫街（Bachstraße）一栋房子的角落，描绘了一个施瓦本孩童。他双肩上分别背着一个仆人和祭司。背景：直到1914年3月，每年都有来自蒂罗尔州，福拉尔贝格州和格劳宾登州的贫困农民儿童被雇用为上施瓦本州和阿尔高州的农场季节性劳动力。在拉芬斯堡巴赫街上的“小屋孩童市场”上向农民进行出售。
在2011年的私人倡议下，在上市街上建造了由克劳斯·普里奥尔创作的纪念性木雕Ibykus II。

### 博物馆
从2009年到2013年，拉芬斯堡市中心建立了一个“博物馆区”，有四个新的博物馆：
- 2009年7月4日，洪皮斯街区博物馆作为博登湖上施瓦本地区最大的文化历史博物馆之一开幕。德国西南部最大且保存最完好的中世纪晚期住宅区，由洪皮斯远程商业家族于1380年开始建造，由七座建筑组成。在今天的城市丰富的历史和文化真实呈现。跟随商人汉斯·洪皮斯追溯时光，作为“大拉芬斯堡贸易公司”，它与整个欧洲以及后来居住在该地区的其他拉芬斯堡商人开展业务。

- 拉芬斯堡博物馆位于市场大街/城堡大街的角落，在前出版社总部展示了拉芬斯堡出版社的历史书籍和游戏。奥托-迈尔出版社该建筑位于洪皮斯街区对面，曾经是默特林远程商业家族的住宅，于2009/2010年进行了基本改造，并于2010年5月作为博物馆开放。

- 位于市场大街的拉芬斯堡县经济博物馆是属于拉芬斯堡县基金会，于2012年10月27日开放。[12]

- 2013年3月，拉芬斯堡艺术博物馆（Lederer + Ragnarsdóttir + Oei建筑事务所建造）开幕。它位于城堡街拉芬斯堡博物馆的旁边。

许多来自拉芬斯堡县收藏的现代绘画在县议会大厅（Friedenstraße）的走廊上展出。此外，拉芬斯堡还有几个私人画廊展示交换展览。
志愿消防队在萨尔茨塔德尔的消防队经营一个消防博物馆，其中包括15台大型设备和其他展品。埃沙赫镇在魏瑟瑙拥有自己的家乡博物馆。

### 剧院
拉芬斯堡拥有德国最大的历史剧院收藏。它由135个画在画布上的大型展览（约10×5米）和208个不同格式和技术的立面墙组成。1902年至1910年间为拉芬斯堡音乐厅设置了舞台。他们有一个统一的艺术管道，一个三维的幻想绘画。它们代表了中世纪的城市画，市政厅或威尼斯的景色，并且可以在几件作品中使用。
1902年1月，斯图加特的符滕堡皇家剧院被烧毁。符腾堡国王威廉二世在附近的腓特烈港有一个夏季住宅，在火灾之后，法院剧院乐队被派往当时的拉芬斯堡音乐厅。直到1910年，它一直作为替代舞台。背景幕布由斯图加特马厩在威廉·普拉佩尔特（Wilhelm Plappert）领导的两个画廊制作，然后运送到拉芬斯堡。第一次世界大战后，表演实践发生了变化，不再需要这样的幕布。
收藏品位于音乐厅的幕后大厅。今天，出于消防原因，这些幕布背景不再允许用于戏剧表演。然而，数字化复制品在2013年的《歌剧魅影》和《儒略·凯撒》的表演中使用。

## 文化

### 猎巫活动
在15世纪，发生了欧洲第一次大规模猎巫的浪潮。至少有48名女巫在拉芬斯堡被活活烧死。还有
12项豁免，可能与各自家庭的反对和担保有关。这些审判在一定程度上是由教皇宗教裁判官海因里希·克雷默领导的，他是很快普遍使用的女巫之槌的作者。对世俗当局的指控之后的进一步审判在该地区继续进行至17世纪。

### 宗教
今天的城市拉芬斯堡的领土最初属于康斯坦茨教区，并且隶属于阿尔高地区首府拉芬斯堡。
根据2022年人口普查，到2022年初，43.7%的人口信仰天主教，16.2%信仰福音派，40.1%没有宗教信仰，或者属于另一个宗教团体，或者没有说明。2022年，有825人退出宗教（约占总人口的2%）。到2023年12月中旬，有570人退出宗教（占总人口的1%）。

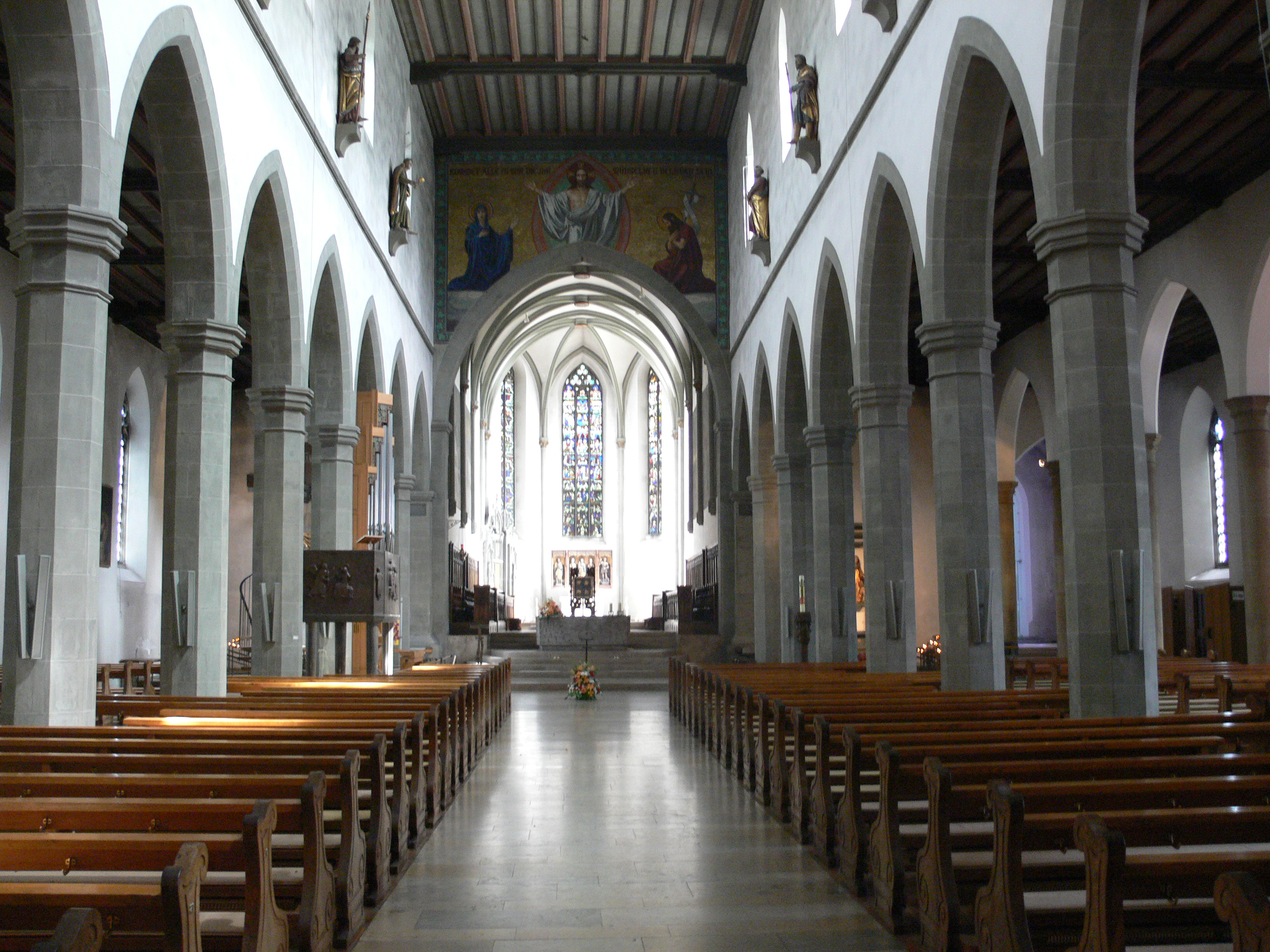
拉芬斯堡圣母教堂

一座圣母教堂在1250年在阿尔特多夫建立起来。1275年，它成为教区教堂，并于1279年成为魏恩加滕修道院。1340年至1380年，圣母教堂在旧圣母教堂的位置上重建，后来进行了几次改造。直到1802年，这座教堂仍然是修道院的一部分。教堂对面是魏恩加滕修道院的议事厅，反映了修道院的财富（今天用作技术市政厅，文化和居民登记处）。圣母教堂在2009年的一场大火中遭到严重破坏，但在此期间已经重建。
除了天主教教堂以外，拉芬斯堡也有新教教堂、犹太会堂、伊斯兰清真寺和佛教设施。

### 剧院
拉芬斯堡音乐厅由维也纳Fellner＆Helmer办公室于1896年至1897年建造，是拉芬斯堡最大的剧院，有574个座位。使用当地文化媒体的音乐会和表演。
拉芬斯堡最古老的戏剧传统是鲁滕剧院，自1821年以来，拉芬斯堡的学生每年都会在那里表演童话剧。演出也在音乐厅举行。
小型乐队古典音乐会（独奏音乐会，室内音乐）在拉芬斯堡，通常在市中心的瓦格豪斯的中世纪誓言厅或魏瑟瑙修道院的巴洛克式宴会厅举行。
拉芬斯堡剧院建立于1987年，自20世纪90年代以来一直在北城的固定场地（约150个座位）与自己的合奏团一起演出。节目主要包括自己制作的戏剧和卡巴雷节目。

### 体育
拉芬斯堡最大的体育俱乐部是德国阿尔卑斯山协会的拉芬斯堡分会，截止2024年12月拥有10,176名会员。TSB Ravensburg拥有近4,000名会员，参与各种体育活动。
拉芬斯堡体育俱乐部最受欢迎的球队是EV Ravensburg（自2010年以来的拉芬斯堡塔之星），自2007/08赛季以来，一直在德国冰球二级联赛中比赛，并在2011年和2019年成为该联赛的冠军。
2013年，拉芬斯堡队进入了巴登-符腾堡足球高级联赛（第五级别）。

### 节庆

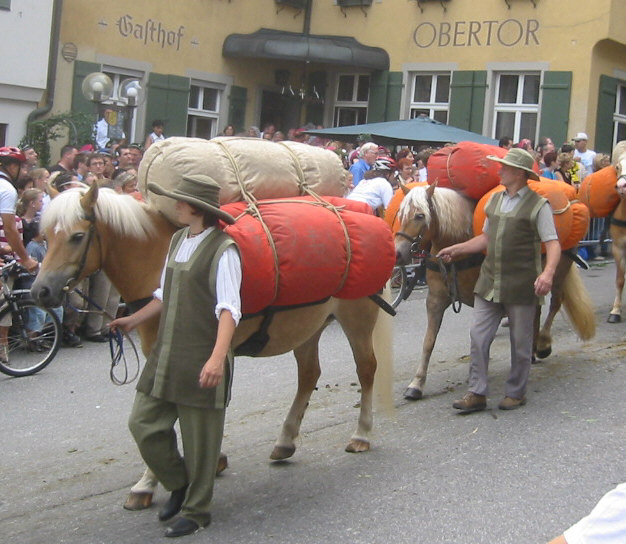
2004年的桦树鞭节

为期五天，在夏季结束时举行，桦树鞭节（Rutenfest）自17世纪以来一直是拉芬斯堡传统民间节日，居民们都参与其中。鼓组和粉丝团队鼓吹城市居民，朋友和赞助商，因此无处不在的鼓声可以听到好几天。这个城市装饰着旗帜，许多私人花园节日补充了官方节目。

## 交通
拉芬斯堡位于30、32和33号联邦公路的十字路口，距离腓特烈港以北约15公里。
最近的高速公路出口位于乌尔姆（A7，A8），斯托卡赫东部（98号高速公路）和旺根（96号高速公路）。

### 铁路
自1847年以来，拉芬斯堡在乌尔姆-腓特烈港铁路线上设有车站。除了德铁长途运输的长途列车和德铁区域的区域列车，自1993年以来也由博登湖-上施瓦本铁路提供服务。
- RJX32从法兰克福通往维也纳
- ICE32从多特蒙德通往因斯布鲁克
- RE3从乌尔姆通往林道
- RE5从斯图加特通往腓特烈港

### 城际巴士
拉芬斯堡-魏恩加滕地区的定期公共交通由德铁子公司Regionaler Busverkehr Alb-Bodensee（RAB）运营。代表城市巴士拉芬斯堡-魏恩加滕GmbH（自2027年起：Verkehrsbetriebe Schussental GmbH）。转机线路由各种区域巴士运营商提供。主要连接点包括拉芬斯堡火车站的中央综合巴士站，女门和玛丽亚广场。

### 蒸汽铁路
1888年，一条4.2公里长的蒸汽电车线路（轨道宽度1000毫米）在拉芬斯堡和魏恩加滕之间开通。它于1910年电气化，并于1911年通过一条2.4公里长的线路延长至拜恩福特。1959年2月23日，拉芬斯堡-魏恩加滕线被关闭，1959年6月，魏恩加滕-拜恩福特线被关闭。前电车总站现在用于RAB的公交车。有轨电车的个别建筑仍然可以在城市景观中看到。

### 航空
最近的机场位于腓特烈港。

## 经济

### 企业
这座城市的名字最近也因作为拉芬斯堡AG的集团总部而闻名于世。Ravensburger Spieleverlag GmbH及其众多姐妹公司的产品在国际上尤其受欢迎，这些公司生产棋盘游戏和拼图等。主要以儿童和青少年书籍而闻名的拉芬斯堡出版社以及“拉芬斯堡游乐场”（位于邻近的梅肯博伊伦）。
Tekrum是“高级糕点特色菜”的制造商。该公司由特奥多尔·克鲁姆于1897年创立，直到1997年为家族企业。自2017年1月起，Tekrum完全归Kambly-SA集团所有。
OMIRA（Oberland Milchverwertung Ravensburg GmbH）是各种乳制品的制造商，部分在德国和欧洲部分地区销售。后者尤其适用于以MinusL品牌销售的无乳糖牛奶。自2017年以来，该公司一直是Lactalis集团的一部分。
Mönchmühle是位于老城区郊区的一家手工磨坊，专门为面包店和家庭生产高品质的小麦，大麦和玉米面粉。

### 当地经济
在中世纪，在舒森河谷的斜坡上种植葡萄。城市南部的大部分葡萄园，从圣克里斯蒂娜到温加特霍夫（Weingartshof），都是魏瑟瑙修道院拥有的，部分也是租给拉芬斯堡市民的。而在城市东部的劳恩内格的土地属于拉芬斯堡市民。经过几年的恶劣气候，在18世纪，魏瑟瑙修道院在圣克里斯蒂娜教堂上方的葡萄园上建立了一家啤酒厂。在19世纪之后，又出现了不好的年份。此外，进口葡萄酒可能取代了由于种植方法不足而无法保持质量的本地葡萄酒。所以在19世纪大部分葡萄园都被放弃了。目前尚不清楚当时不断蔓延的根瘤蚜或啤酒消费量的增加在多大程度上发挥了作用。劳恩内格的大部分面积是在19世纪有价值的建筑；直到1960年左右，圣克里斯蒂娜地区还有一个私人经营的葡萄园。
在相对平缓的区域，有些人建造了果园和草坪，在城市附近，一些地区也被改造成了避暑庄园和小型花园。大约30年来，葡萄再次被种植。拉芬斯堡经营着一个葡萄园，种植米勒-图高和斯贝博贡德（黑皮诺）；此外，在塔尔多夫（Taldorf）镇还有一个市镇葡萄园。该地区属于符腾堡产区的符腾堡博登湖子产区。
此外，拉芬斯堡在早期几个世纪以其亚麻生产而闻名；在伊滕博伊伦上方的弗拉帕赫建造了大量的小池塘来浸渍麻布，现在这些池塘被用作鱼塘。

## 媒体
施瓦本报总部设在拉芬斯堡，并在那里设有本地编辑部。此外，还有施瓦本出版有限公司旗下的Stadtkurier和Südfinder两份杂志。这些杂志不再仅仅出现在拉芬斯堡。此外，由Südkurier出版的《拉芬斯堡城市杂志》也位于该市。另外还有拉芬斯堡奥托·迈尔游戏出版社。
Ravensburg还设有Radio 7（乌尔姆）和SWR4巴登-符腾堡广播电台的工作室以及区域电视台博登湖Regio TV的工作室。
施瓦本农民出版社的总部设在花园大街，该出版社是南符腾堡-霍亨索伦农业协会的联邦机构，并出版各种农业专业出版物。现在由斯图加特的Eugen Ulmer出版集团拥有。

## 教育
拉芬斯堡是巴登符腾堡州拉芬斯堡双学院（原拉芬斯堡合作教育学院）的所在地之一。还有一所设计学校（自由艺术学校），天主教领导的拉芬斯堡社会职业研究所以及符腾堡行政和经济学院的分支机构。
蒂宾根大学魏瑟瑙分校于1959年至1992年间研究天文学。（现在拆除的直径为26米的无线电望远镜允许在那里进行无线电天文观测）。该分校还研究神经心理学，直到2001年闭校。
拉芬斯堡市经营着三所普通文理中学（阿尔伯特·爱因斯坦文理中学，施波恩文理中学，韦尔芬文理中学），一所实科学校，一所小学连中学（Stefan-Rahl-Schule Obereschach），两所独立的职业实科学校（库佩尔瑙和诺伊维森工程学校），七所独立的小学（Klösterle，Kuppelnau，Neuwiesen，Oberzell，Schmalegg，Weißenau和Weststadt小学）和一所特殊学校（Sankt Christina）。此外，天主教罗滕堡-斯图加特教区的学校基金会还经营着位于Burachhöhe的私立圣康拉德教育中心，该中心设有一所小学，一所实科学校和一所文理中学。

## 逸事
德铁有一辆ICE-3列车被命名为拉芬斯堡号。
1982年，巴登-符腾堡故乡日在拉芬斯堡举行。
2008年9月28日，拉芬斯堡AG和拉芬斯堡市合作，与超过10000名拼图爱好者一起在玛丽亚广场在不到5个小时内完成了世界上最大的拼图，共有1,141,800个部分。面积600平方米。拉芬斯堡打破了212,000个拼图的历史记录，并被吉尼斯世界纪录所记录。之前，该拼图的20个部分在地理藏宝的帮助下延伸了20,546公里。